# Суленцинский повет
Суленцинский повет (пол. Powiat sulęciński) — повет (район) в Польше, входит как административная единица в Любушском воеводстве. Центр повета — город Суленцин. Занимает площадь 1177,43 км². Население — 35 596 человек (на 31 декабря 2015 года).

## Административное деление
- города: Любневице, Суленцин, Тожим
- городско-сельские гмины: Гмина Любневице, Гмина Суленцин, Гмина Тожим
- сельские гмины: Гмина Кшешице, Гмина Слоньск

## Демография
Население повета дано на 31 декабря 2015 года.
| Перепись            | Всего  | Мужчины | Женщины |
| ------------------- | ------ | ------- | ------- |
| Всего               | 35 596 | 17 680  | 17 916  |
| Городское население | 14 847 | 7155    | 7962    |
| Сельское население  | 20 749 | 10 525  | 9954    |